# Pastor d'Arcàdia
Pastor d'Arcàdia (o Antonio Pastorello di Arcadia) és una obra neoclàssica realitzada per Cesare Saccaggi l'any 1927.
En la vasta producció artística de Cesare Saccaggi, hi ha obres mestres que fan referència a les mitologies del món grec i romà. El deute amb el neopaganisme de Gabriele d'Annunzio i la seva manera de proposar una imatge mítico-sagrada de la natura, lluny del realista proposat per la «pintura de camp» toscà o piemontès, és evident. Els temes principals són la nostàlgia de terres llunyanes, records antics velats en una atmosfera de somnis. El desig d'alliberar-se de les exageracions del manierisme i de la duresa del món modern va portar, de fet, a molts artistes de principis del segle XX per redescobrir la cultura clàssica, la puresa, la senzillesa i l'ideal de bellesa de la qual van apreciar.

## Descripció i estilisme
A Antonio Pastorello di Arcadia, el pintor demostra que posseeix, amb absoluta certesa, una alta habilitat tècnica d'execució, transmetent la sensibilitat de la complexió del petit pastoret i l'atenció suau als cabells i pelatges que envolten els seus lloms. La composició flueix ininterrompudament, molt més enllà dels límits físics del llenç, amb un moviment lleugerament ondulat, quasi musical, per transmetre la idea d'un somni d'una nit d'estiu, la nostàlgia d'una pau mil·lenària en la qual el pintor vol submergir-se completament. Només la cascada, brollant, sembla evocar un espai natural llunyà i intangible, tant primitiu com no contaminat. És un món permanentment suspès entre l'aigua i la terra. Els motius de la composició, temporalment immòbils, estan lluny d'arribar. El conjunt està il·luminat pel tint lunar d'una llum crepuscular, que destaca plenament la bellesa del cos del jove pastor. Tot és una revolta de bellesa arcadiana i l'escena sembla animada per un dolç alè de poesia; l'atmosfera mitològica, que l'autor va voler representar tan delicadament, es caracteritza pel fort contrast amb el caràcter prosaic de la vida real. En aquest treball, l'anomenat «panisme» de D'Annunzio s'expressa plenament per la qual cosa l'home es transforma en un element de la natura i la naturalesa mateixa s'humanitza.